# Serhij Kovalenko (basketballer)
Serhij Ivanovytsj Kovalenko (Oekraïens: Сергій Іванович Коваленко, Russisch: Сергей Иванович Коваленко) (Port Arthur, 11 augustus 1947 - Kiev, 18 november 2004) was een Oekraïens basketbalspeler die speelde voor het basketbalteam van de Sovjet-Unie. Hij heeft verschillende medailles gekregen waaronder De kapitein van de sport van internationale klasse en de Medaille "Voor Labour Onderscheiding".

## Carrière
Kovalenko begon zijn carrière bij GPI Tbilisi in 1965. In 1969 ging Kovalenko spelen voor Stroitel Kiev. Hij werd met Boedivelnyk twee keer derde om het landskampioenschap van de Sovjet-Unie in 1970 en 1974. In 1976 stapte Kovalenko over naar CSKA Moskou. Met CSKA won Kovalenko vijf keer het landskampioenschap van de Sovjet-Unie in 1976, 1977, 1978, 1979 en 1980. In 1980 stopte Kovalenko met basketballen.
Kovalenko won de gouden medaille voor de Sovjet-Unie op de Olympische Zomerspelen van 1972. Hij won de bronzen medaille op de Olympische Zomerspelen in 1968. Kovalenko won ook een bronzen medaille op het Wereldkampioenschap in 1970. Kovalenko won een gouden medaille op de Europese Kampioenschappen in 1969 en een bronzen medaille in 1973.
Van 1981 tot 1985 was Kovalenko coach van SKA Kiev.

## Erelijst
- Landskampioen Sovjet-Unie: 5
  - Winnaar: 1976, 1977, 1978, 1979, 1980
  - Derde: 1970, 1974
- Bekerwinnaar Sovjet-Unie:
  - Runner-up: 1972
- Olympische Spelen: 1
  - Goud: 1972
  - Brons: 1968
- Wereldkampioenschap:
  - Brons: 1970
- Europees kampioenschap: 1
  - Goud: 1969
  - Brons: 1973